# 24947 Hausdorff
24947 Hausdorff è un asteroide della fascia principale. Scoperto nel 1997, presenta un'orbita caratterizzata da un semiasse maggiore pari a 2,8525804 UA e da un'eccentricità di 0,1000978, inclinata di 1,10471° rispetto all'eclittica.